# П'єр-Сімон Лаплас
П'єр-Сімо́н Лапла́с (фр. Pierre-Simon Laplace; 23 березня 1749 — 5 березня 1827) — французький математик і астроном; відомий своїми працями в галузі диференціальних рівнянь, один із творців теорії ймовірностей.
У працях з математичної астрономії Лаплас вивчав рух планет і довів стійкість Сонячної системи.
У філософії Лаплас був прибічником детермінізму. Він був прихильником постулату про те, що якби якась розумна істота мала можливість дізнатися положення і швидкість усіх часток у світі в певний момент, вона б могла з абсолютною точністю передбачати перебіг еволюції Всесвіту. Така гіпотетична істота була пізніше названа демоном Лапласа.

## Біографія
Народився в селянській родині в Бомон-ан-Ож, у нормандському департаменті Кальвадос. Вчився в школі бенедиктинців, з якої вийшов, переконаним атеїстом. Заможні сусіди допомогли здатному хлопчикові вступити в університет міста Кан (Нормандія).
Посланий ним до Турину й надрукований там мемуар «Sur le calcul intégral aux différences infiniment petites et aux différences finies» (1766) звернув на себе увагу вчених, і Лаплас був запрошений у Париж. Там він послав д'Аламберові мемуари про загальні принципи механіки. Той відразу оцінив юнака й допоміг улаштуватися викладачем математики у Військову академію.
Улагодивши життєві справи, Лаплас відразу розпочав штурм «головної проблеми небесної механіки»: дослідження стійкості Сонячної системи. Одночасно він публікував важливі роботи з теорії визначників, теорії ймовірностей, математичної фізики й ін.
1773: віртуозно застосувавши математичний аналіз, Лаплас довів, що орбіти планет стійкі, і їх середня відстань від Сонця не міняється від взаємного впливу (хоча піддається періодичним коливанням). Навіть Ньютон і Ейлер не були в цьому впевнені. Правда, пізніше з'ясувалося, що Лаплас не взяв до уваги припливне тертя, що сповільнює обертання, і інші важливі фактори. За цю роботу 24-річний Лаплас був вибраний членом (ад'юнктом) Паризької Академії наук.
1785: Лаплас стає дійсним членом Паризької Академії наук. У цьому ж році, на одному з іспитів, Лаплас високо оцінює знання 17-річного абітурієнта Наполеона Бонапарта. Згодом їхні стосунки були незмінно теплими.
У революційні роки Лаплас взяв керівну участь в роботах комісії з введення метричної системи, очолював Бюро довгот (так називався французький Астрономічний інститут) і читав лекції в Нормальній школі. На всіх етапах бурхливого політичного життя тодішньої Франції Лаплас ніколи не вступав в конфлікти з владою, яка майже незмінно обсипала його почестями. Простонародне походження Лапласа не лише вберегло його від репресій революції, але і дозволило займати високі посади. Хоча жодних політичних принципів у нього не було (втім, можливо, саме тому).
1795: Лаплас читає лекції з теорії ймовірностей в Нормальній школі, куди він був запрошений як професор математики, разом з Лагранжем, декретом Національного конвенту.
1796: «Виклад системи світу» — популярний нарис результатів, пізніше опублікованих в «Трактаті про небесну механіку», без формул і яскраво викладений.
1799: Вийшли перші два томи головної праці Лапласа — класичному «Трактаті про небесну механіку» (до речі, саме Лаплас запровадив цей термін). У монографії викладаються рух планет, їхні форми обертання, припливи. Робота над монографією продовжувалася 26 років: том III вийшов в 1802 році, том IV — в 1805-м, том V — в 1823 — 1825 рр. Стиль викладу був надмірно стислим, безліч викладень автор замінював словами «легко бачити, що». Проте глибина аналізу і багатство вмісту зробили цю працю настільною книгою астрономів 19 століття.
У «Трактаті про небесну механіку» Лаплас підвів підсумки як власним дослідженням в цій області, так і працям своїх попередників, починаючи з Ньютона. Він подав всесторонній аналіз відомих рухів тіл Сонячної системи на основі закону всесвітнього тяжіння і довів її стійкість в сенсі практичної незмінності середніх відстаней планет від Сонця і незначності коливань останніх елементів їхніх орбіт.
Разом з масою спеціальних результатів, що стосуються рухів окремих планет, супутників і комет, фігури планет, теорії припливів тощо, важливе значення мав загальний висновок, що спростовував думку (яку розділяв і Ньютон), що підтримка справжнього вигляду Сонячної системи вимагає втручання якихось сторонніх надприродних сил.
В одній з приміток до цієї книги Лаплас мимохідь виклав знамениту гіпотезу про походження Сонячної системи з газової туманності, раніше висловлену Кантом.
Наполеон нагородив Лапласа титулом графа Імперії і ледь не всіма існуючими орденами й посадами. Він навіть призначив його на посаду міністра внутрішніх справ, але за 6 тижнів таки визнав свою помилку. Лаплас вніс до управління, як висловився пізніше Наполеон «дух нескінченно малих», тобто дріб'язковість. Титул графа, даний йому в роки імперії, Лаплас змінив незабаром після реставрації Бурбонів на титул маркіза і члена палати перів.
1812: грандіозна «Аналітична теорія ймовірностей», у якій Лаплас також підсумував всі свої і чужі результати.
1814: «Досвід філософії теорії ймовірностей» (популярний виклад), друге і четверте видання якого послужили вступом до другого і третього видання «Аналітичній теорії ймовірностей». «Досвід філософії теорії ймовірностей» був опублікований в перекладі російською мовою в 1908 році, перевиданий в 1999 році.
Сучасники відзначали доброзичливість Лапласа щодо молодих науковців, постійну готовність надати їм допомогу.
Помер Лаплас 5 березня 1827 року у власному маєтку під Парижем, на 78-му році життя.

## Наукова діяльність

### Математика
При вирішенні прикладних задач Лаплас розробив методи математичної фізики, які широко використовуються і в наш час. Особливо важливі результати належать Лапласу в розробці теорії потенціалу та спеціальних функцій. Його ім'ям названо перетворення Лапласа та рівняння Лапласа.
Він далеко просунув лінійну алгебру. Зокрема, Лаплас подав розклад визначника за мінорами.
Лаплас розширив та систематизував математичний фундамент теорії ймовірностей, запровадив похідні функції. Перша книга «Аналітичної теорії ймовірностей» присвячена математичним основам. Власне теорія ймовірностей починається у другій книзі, в застосуванні до дискретних випадкових величин. Там же подано доведення граничних теорем Муавра — Лапласа та додатки до математичної обробки спостережень, статистики народонаселення та «моральних наук».
Лаплас розвинув також теорію похибок та наближень завдяки своєму методу найменших квадратів.

### Астрономія
Лаплас довів стійкість сонячної системи, яка полягає в тому, що завдяки руху планет в один бік, малим ексцентриситетам та малим взаємним нахилам їхніх орбіт, повинна існувати незмінюваність середніх відстаней планет від Сонця, а коливання інших елементів орбіт повинні вкладатися у вельми тісні межі.
Лаплас запропонував першу математично обґрунтовану гіпотезу космогонії утворення всіх тіл Сонячної системи, названу його ім'ям: гіпотеза Лапласа. Він також перший висловив припущення, що деякі туманності, які можна спостерігати на зоряному небі, насправді є галактиками, подібними до нашого Чумацького шляху.
Він далеко просунув теорію збурень та переконливо показав: всі відхилення розташування планет від передбачених законами Ньютона (точніше кажучи, передбачених розв'язком задачі двох тіл) пояснюються взаємовпливом планет, який можна вирахувати за допомогою тих же законів Ньютона. Ще 1695 року Галлей виявив, що Юпітер протягом кількох століть поступово прискорюється і наближається до Сонця, а Сатурн, навпаки, сповільнюється й віддаляється від Сонця. Деякі вчені вважали, що Юпітер врешті впаде на Сонце. Лаплас відкрив причини цих зсувів (нерівностей), які полягали у взаємовпливі планет, і показав, що йдеться лише про періодичні коливання, і все повертається у вихідне положення кожні 929 років.
До відкриттів Лапласа чимало вчених намагалися пояснити відхилення теорії від спостережень рухом ефіру, скінченною швидкістю тяжіння та іншими неньютонівськими факторами; Лаплас надовго поховав подібні спроби. Він, як раніше Клеро, проголосив: в небесній механіці немає інших сил, окрім ньютоновських, і аргументовано обґрунтував цю тезу.
Лаплас відкрив, що прискорення в русі Місяця, яке тоді дивувало всіх астрономів (вікова нерівність), теж є періодичною зміною ексцентриситету місячної орбіти, і виникає під впливом тяжіння великих планет. Розрахований Лапласом зсув Місяця під впливом цих факторів добре відповідав спостереженнями.
За нерівномірністю в русі Місяця Лаплас уточнив стискування земного сфероїда. Загалом дослідження про рух нашого супутника, проведені Лапласом, дали можливість скласти точніші таблиці Місяця, що, у свою чергу, сприяло вирішенню навігаційної проблеми визначенні довготи на море.
Лаплас перший побудував точну теорію руху галілеєвих супутників Юпітера, орбіти яких через взаємовпливи постійно відхиляються від кеплерівських. Він також виявив зв'язок між параметрами їхніх орбіт, описаних двома законами, які отримали назву «законів Лапласа».
Обчисливши умови рівноваги кільця Сатурна, Лаплас довів, що вони можливі лише при швидкому обертанні планети близько осі, що було доведено пізніше спостереженнями Вільяма Гершеля.
Лаплас розробив теорію припливів за допомогою двадцятирічних спостережень рівня океану в французькому місті Брест.

### Фізика
Лапласу належить барометрична формула, що зв'язує густину повітря, висоту, вологість та прискорення вільного падіння. Він також займався геодезією та теорією рефракції, винайшов крижаний калориметр.
Спільно з Антуаном Лавуазьє у 1779—1784 роках Лаплас займався питаннями теорії теплоти, винайшов крижаний калориметр, боровся з теорією флогістону. Лаплас опублікував низку праць з теорії капілярності та встановив закон Лапласа для капілярного тиску.
З 1809 року Лаплас займався проблемами акустики; він вивів формулу для швидкості поширення звуку в повітрі.
Лаплас обернув закон Біо — Савара в математичну форму елементарної взаємодії між елементом електричного струму та намагніченою точкою.
Важливими були також дослідження Лапласа в галузі гідродинаміки.
Фактично, він передбачив чорні діри:
| Якби діаметр зірки, що світиться з тією ж щільністю, що й Земля, у двісті п'ятдесят раз перевершував діаметр Сонця, то внаслідок притягання зірки жоден з випущенних нею променів не зміг би дійти до нас; отже не виключено, що найбільші з сяючих тіл з цієї причини є невидимими. — [Laplace P.S., 1795, "Le Systeme du Monde", vol.II, Paris] |

### Філософія
За філософськими поглядами Лаплас був агностиком; відомий його діалог з Наполеоном:
| — Ви написали таку величезну книгу про систему світу та жодного разу не згадали про його Творця! — Сір, я не потребував цієї гіпотези. Оригінальний текст (фр.) «M. Laplace, on me dit que vous avez écrit ce volumineux ouvrage sur le système de l'Univers sans faire une seule fois mention de son Créateur». «Sire, je n'ai pas eu besoin de cette hypothèse.» |

Лаплас був також прихильником абсолютного детермінізму. Він постулював, що якби якась розумна істота змогла дізнатися положення та швидкості всіх частинок у світі в певний момент, вона могла б абсолютно точно передбачити всі світові події. Така гіпотетична істота згодом було названа демоном Лапласа.

## Аналітична теорія ймовірностей
В 1812, Лаплас видав свою Théorie analytique des probabilités в якій він записав багато фундаментальних результатів дослідження статистики. Перша половина його трактату стосувалася методів та задач теорій ймовірностей, друга половина — методів статистики та їх застосувань. Доведення Лапласа не завжди були строгими за сучаснішими стандартами, а його погляди легко коливалися між баєсівськими та не баєсівськими підходами, що ускладнює відслідковування деяких з його досліджень, але його висновки залишаються загалом якісними навіть в тих випадках, коли аналіз який до них привів збивався з дороги. В 1819, він опублікував популярний виклад своєї роботи з теорією ймовірностей. Ця книжка відноситься до Théorie des probabilités як Système du monde до Méchanique céleste.

### Індуктивна ймовірність
В своєму Essai philosophique sur les probabilités (1814), Лаплас встановив математичну систему індуктивного виведення на основі ймовірності, яку ми сьогодні називаємо Баєсовою. Він почав свій твір серією принципів ймовірності, першими шістьма з яких були:
1. Ймовірність це відношення кількості «бажаних подій» до загальної кількості подій.
2. Перший принцип припускає однакову ймовірність для всіх подій. Коли це не так, ми спершу мусимо визначити ймовірності кожної події. Тоді, ймовірність — це сума ймовірностей всіх бажаних подій.
3. Для незалежних подій, ймовірність настання всіх з них — це добуток їхніх ймовірностей.
4. Для подій які є залежними, ймовірність події B, що настає після A (або спричиненої A), — це ймовірність події A помножена на ймовірність того, що A і B трапляться одночасно.
5. Ймовірність того, що станеться A, якщо сталася B, це ймовірність того, що стались A і B, розділена на ймовірність B.
6. Якщо події Ai ∈ {A1, A2, ...An} утворюють вичерпний набір можливих причин події B, Pr(B) = Pr(A1, A2, …, An), то

{\displaystyle \Pr(A_{i}\mid B)=\Pr(A_{i}){\frac {\Pr(B\mid A_{i})}{\sum _{j}\Pr(A_{j})\Pr(B\mid A_{j})}}.}
Однією з добре відомих формул, що випливають з цієї системи, є правило наступництва, що подається як принцип номер сім. Нехай деяке випробування має лише два можливі результати, умовно позначені «успіх» та «провал». Якщо припустити, що мало, або взагалі нічого не відомо апріорі про відносні правдоподібності результатів, Лаплас вивів формулу ймовірності того, що наступне випробування буде успішним:
{\displaystyle \Pr(N)={\frac {s+1}{n+2}}}
де s — це кількість попередньо спостережених успіхів, а n — загальна кількість здійснених випробувань. Його досі використовують як оцінку ймовірності події, якщо ми знаємо простір подій, але маємо лише невелику кількість спостережень.
Правило наступництва піддавалось численній критиці, частково через приклад, який Лаплас використав для того, аби його проілюструвати. Він визначив, що ймовірність того, що сонце зійде завтра, якщо врахувати, що воно в минулому успішно це робило, дорівнювала
{\displaystyle \Pr({\text{S}})={\frac {d+1}{d+2}}}
де d кількість днів, коли сонце сходило в минулому. Цей результат висміювався як абсурдний, і деякі автори зробили висновок, що всі застосування правила наступництва абсурдні за індукцією. Проте, Лаплас повністю усвідомлював абсурдність свого результату, одразу з після прикладу він писав: «Але це число [тобто ймовірність, що сонце зійде завтра] набагато більше для того, хто, бачачи в сукупності явищ принцип, що регулює дні і сезони, розуміє, що ніщо нині не зможе стримати їхнього поступу.»

### Твірна функція випадкової величини
Метод оцінки відношення кількості сприятливих випадків до загальної кількості випадків був раніше вказаний Лапласом в статті написаній в 1779 році. Він полягає в розгляді послідовних значень довільної функції, як коефіцієнтів в розкладі іншої функції, по відношенню до іншої змінної. Остання таким чином називається твірною функцією випадкової величини першої. Після чого Лаплас за допомогою інтерполяції показав, як можна визначити ці коефіцієнти з твірної. Потім, він штурмує обернену проблему і з коефіцієнтів знаходить твірну, на це впливає розв'язок скінченно різницевого рівняння.

## Вшанування
На честь Лапласа названо:
- кратер на Місяці;
- астероїд 4628 Лаплас;
- численні поняття й теореми в математиці.

Лаплас був членом шести Академій наук і Королівських товариств, зокрема Петербурзькій Академії (1802). Його ім'я внесене до списку найбільших учених Франції, поміщеного на першому поверсі Ейфелевої вежі.

## Праці
- Мемуар «Sur le calcul intégral aux différences infiniment petites et aux différences finies» (1766)
- Œuvres complètes de Laplace, 14 vol. (1878—1912), Paris: Gauthier-Villars (французькою мовою) (PDF з електронної бібліотеки Gallica)
- Лаплас. Опыт философии теории вероятностей / В книге: Вероятность и математическая статистика: Энциклопедия / Гл. ред. Ю. В. Прохоров. — Большая Российская энциклопедия. — 1999. — С. 834 — 869.
- Трактат про небесну механіку